# Santo, el Enmascarado de Plata vs. la invasión de los marcianos
Santo, el Enmascarado de Plata vs. la invasión de los marcianos és una pel·lícula mexicana d'aventures del 1967 dirigida per Alfredo B. Crevenna. És la setzena pel·lícula d' El Santo, el enmascarado de plata i el primer d’una sèrie de set dirigides per Crevenna. En aquesta ocasió El Santo s'enfronta a un altre lluitador, el letó Wolf Ruvinskis.

## Sinopsi
Uns malvats extraterrestres comandats per Argos que provenen del planeta Mart arriben a la Terra i amenacen amb destruir-la amb el seu ull astral si no deixen de fer proves nuclears. Com que no fan cas, exterminen uns nens que entrena El Santo. Aleshores El Santo lluita contra Argos per detenir-los i salvar la humanitat.

## Repartiment
- El Santo: Santo el Enmascarado de Plata
- Wolf Ruvinskis: Argos
- Ignacio Gómez: Cronos
- Beny Galán: Hercules
- Ham Lee: Morfeo
- Eduardo Bonada: Lluitador
- Antonio Montoro: Lluitador
- Maura Monti: Afrodita
- Eva Norvind: Selene
- Belinda Corel: Diana
- Gilda Mirós: Artemisa
- Manuel Zozaya: Prof. Ordorica
- Consuelo Frank: mare de Luisito
- Alicia Montoya: mare del nen segrestat
- Roy Fletcher: pare del nen segrestat
- Mario Sevilla: pare de Lusito
- Pepito Velázquez: Luisito
- Juan Antonio Edwards: Nen segrestat
- Yolanda Guzmán: germana de Luisito

## Producció
Fou rodada als Estudis Santo ángel amb escenografia de Francisco Marco Chillet del 10 al 28 de gener de 1966.